# 1497 en littérature
| Années de la littérature : 1494 - 1495 - 1496 - 1497 - 1498 - 1499 - 1500    |
| Décennies de la littérature : 1460 - 1470 - 1480 - 1490 - 1500 - 1510 - 1520 |

Cet article présente les faits marquants de l'année 1497 en littérature.

## Évènements
- 7 février : à Florence, Jérôme Savonarole et ses disciples élèvent le bûcher des Vanités où sont brulés des objets incitant au péché et à la corruption spirituelle ; en font partie des livres non religieux, et les livres de poètes jugés immoraux, comme Boccace et Pétrarque[1].

- L’humaniste Conrad Celtes devient professeur à l’université de Vienne où il fonde avec Girolamo Balbi une société savante, la Société littéraire du Danube (Sodalitas literaria danubiana)[2].

- Jakob Locher est couronné à Fribourg poète lauréat par l'empereur Maximilien Ier[3].

- Lorenzo di Mariano (it) sculpte la façade de la Libreria Piccolomini, bibliothèque du cardinal Francesco Piccolomini (futur pape Pie III) située dans la cathédrale de Sienne[4].

## Parutions
- 1er mars : Jakob Locher, Opuscula. Panegyricus ad Maximilianum tragoedia de Turcis et Soldano. Dialogus de heresiarchis, Strasbourg, Johann Grüninger[5].
- Le Trésor de la cité des dames, édition imprimée du Livre des trois vertus à l'enseignement des dames de Christine de Pizan, publiée à Paris par Antoine Vérard à l'initiative d'Anne de Bretagne[6].
- Jacopo Filippo Foresti, De claris mulieribus, Ferrare, Laurentius de Rubeis[7].
- Stultifera navis, adaptation en latin de La Nef des fous de Sébastien Brant par Jakob Locher : plusieurs éditions imprimées (Bâle, Johann Bergmann, 1er mars et 1er août ; Augsburg, Johann Schönsperger, 1er avril ; Strasbourg, Johann Grüninger, 1er juin ; Nuremberg, Georg Stuchs[8]).
- Gli Asolani (Les Azolains), poèmes de Pietro Bembo, écrits de 1497 à 1502, publiés en 1505[9].
- Luis Ramírez Lucena, Repetición de Amores y Arte de Ajedrez, Salamanque (le plus ancien ouvrage imprimé sur les échecs)[10].

## Naissances
- Entre le 17 janvier et le 6 septembre : Pedro Mexía, humaniste, philosophe et historien espagnol, mort le 17 janvier 1551.
- 16 février : Philippe Mélanchthon, érudit humaniste, philosophe et réformateur protestant allemand, mort le 19 avril 1560.
- 19 février : Matthäus Schwarz, comptable allemand au service de la famille des banquiers et marchands Fugger, auteur du Livre des costumes, considéré comme le premier livre de mode du monde, mort vers 1574.

- Date précise inconnue ou non renseignée :
  - Pierre Danes, premier professeur de langue grecque au Collège Royal, évêque de Lavaur, éditeur de textes d'auteurs antiques, mort le 23 avril 1577.
  - Sigismund Gelenius, humaniste et traducteur tchèque, mort le 13 avril 1554.
  - John Heywood, poète, dramaturge et aphoriste anglais, mort en 1580.

- Vers 1497 : 
  - Francesco Berni, écrivain et poète italien, mort le 26 mai 1535.

## Décès
- 9 juin : Giulio Pomponio Leto, humaniste et érudit italien, fondateur de l'Accademia Romana (de), né en 1428.
- 20 novembre : Nicolas Kempf, moine chartreux du Saint-Empire romain germanique, auteur d'écrits théologiques, exégétiques et de sermons, né en 1414.

- Date précise inconnée ou non renseignée :
  - Aurelio Brandolini, dit Il Lippo, poète, orateur et humaniste italien, né vers 1440.
  - Joan Roís de Corella, écrivain espagnol du  royaume de Valence, né en 1435.